# Acorus gramineus
Acorus gramineus är en enhjärtbladig växtart som beskrevs av William Aiton. Acorus gramineus ingår i släktet kalmusar, och familjen kalmusväxter. Inga underarter finns listade i Catalogue of Life.

## Bildgalleri

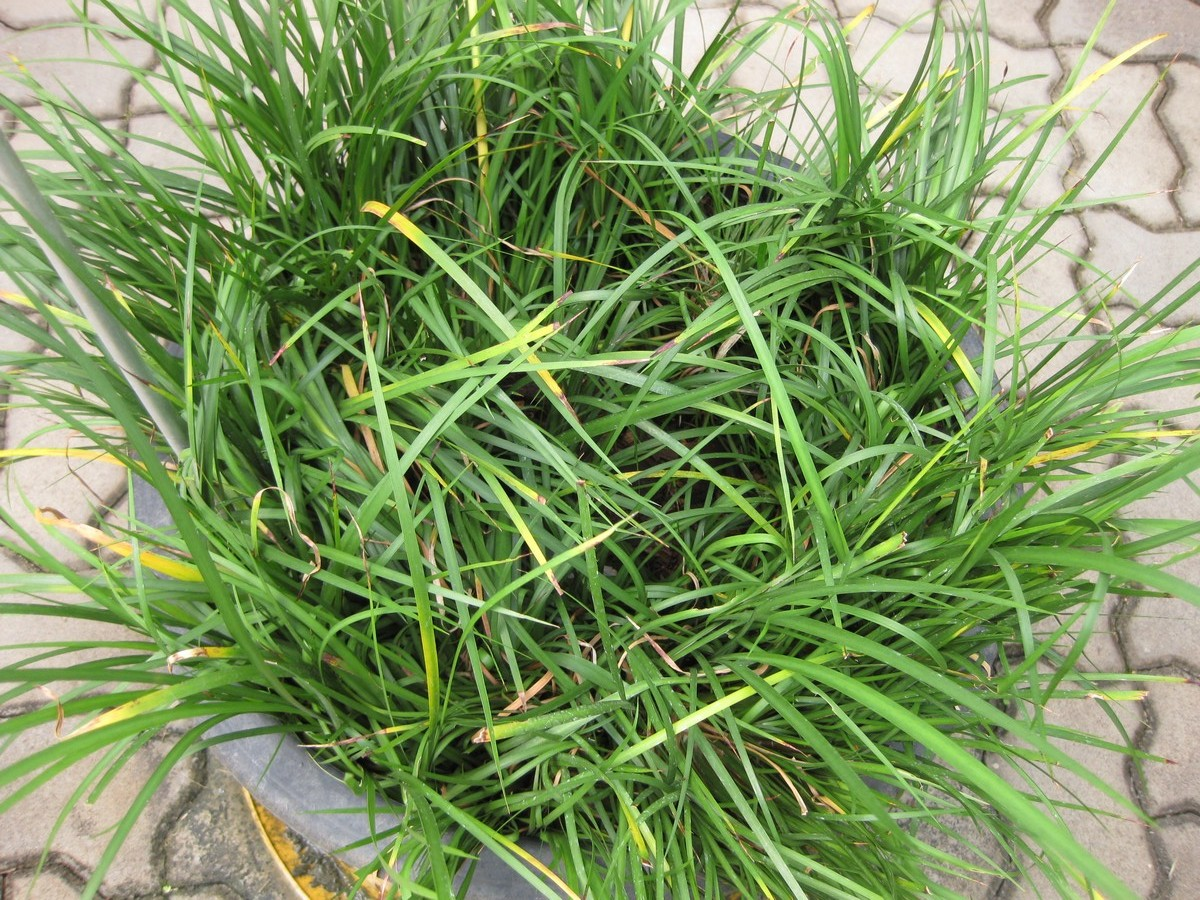
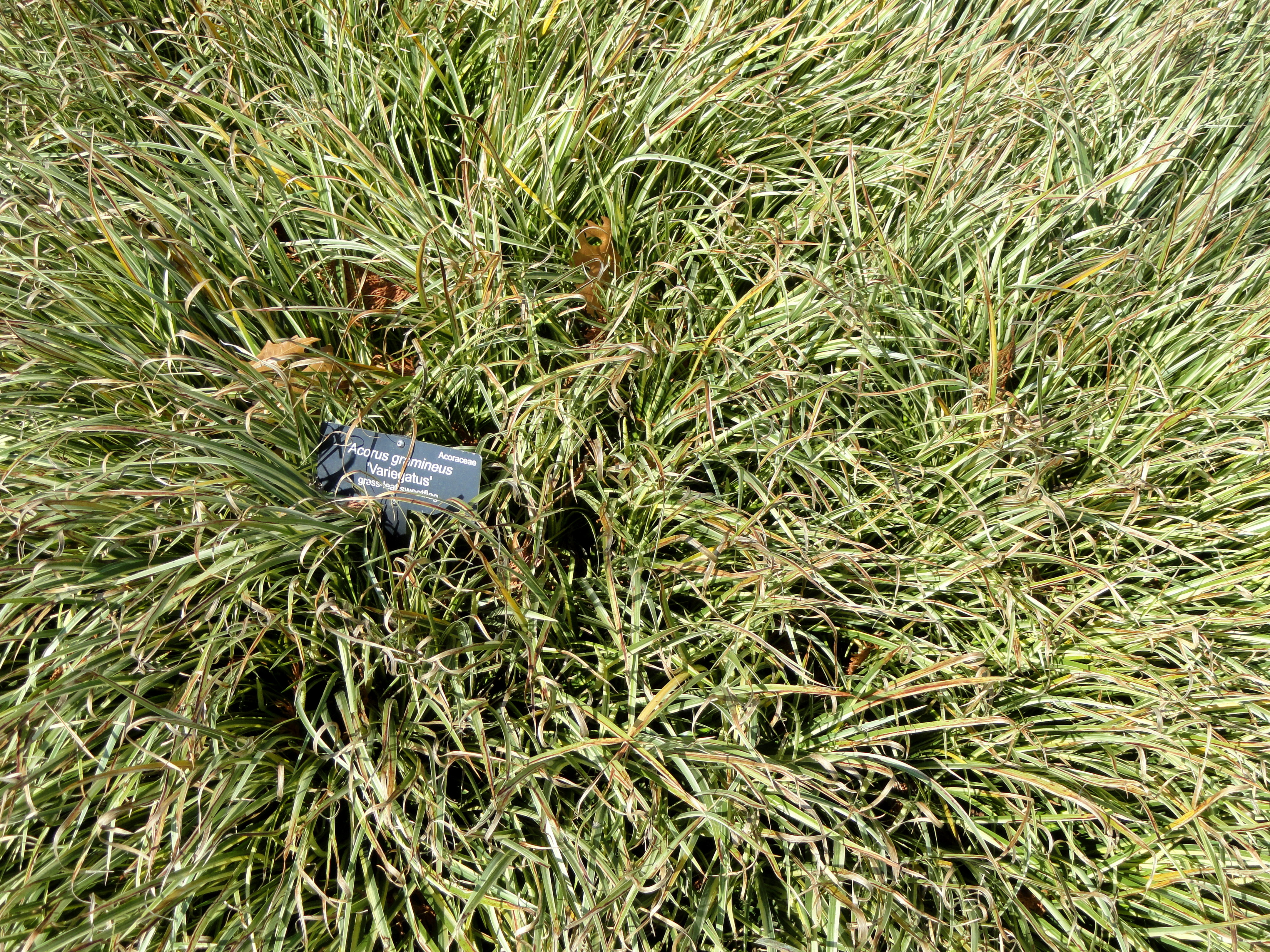
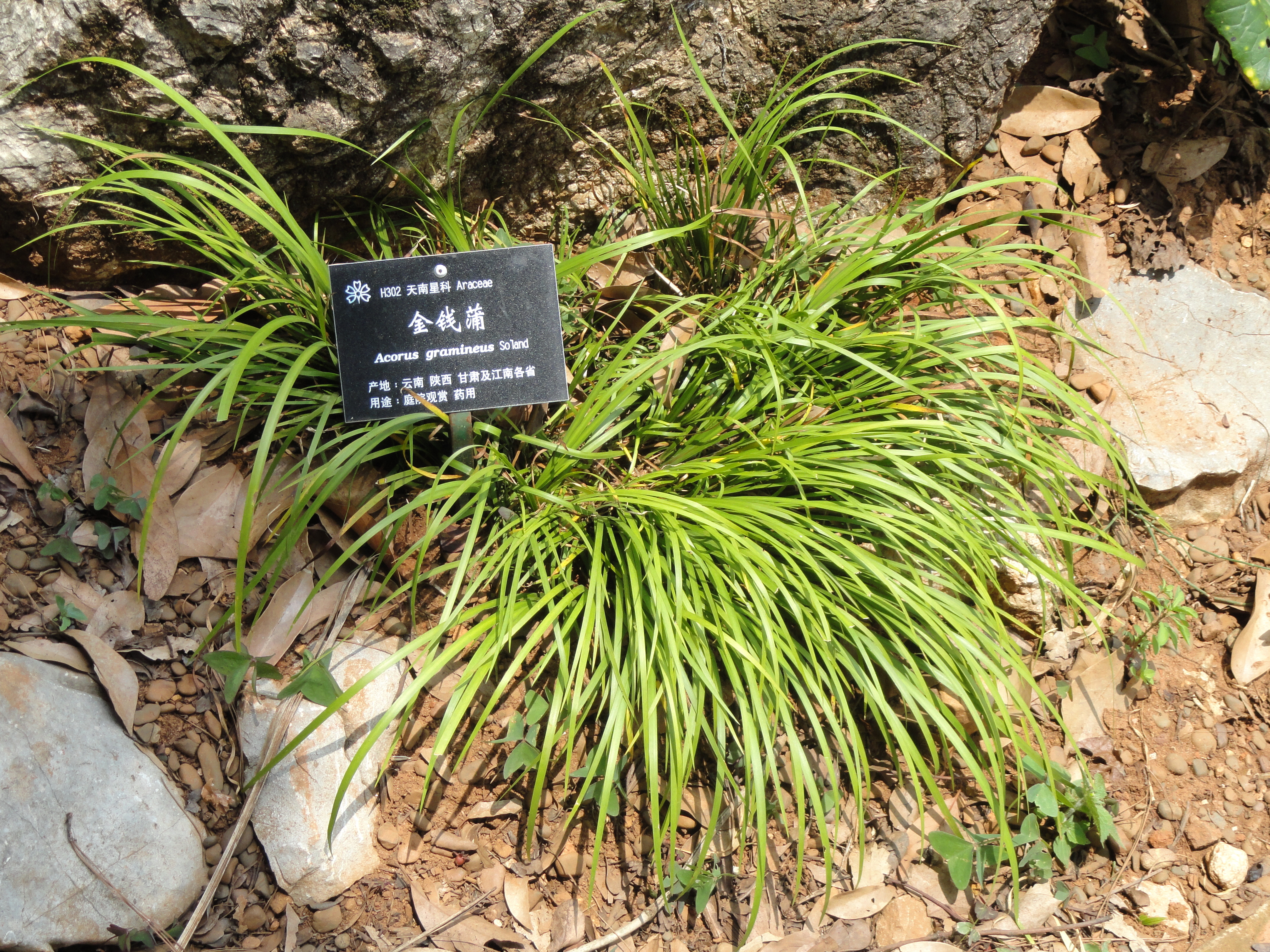
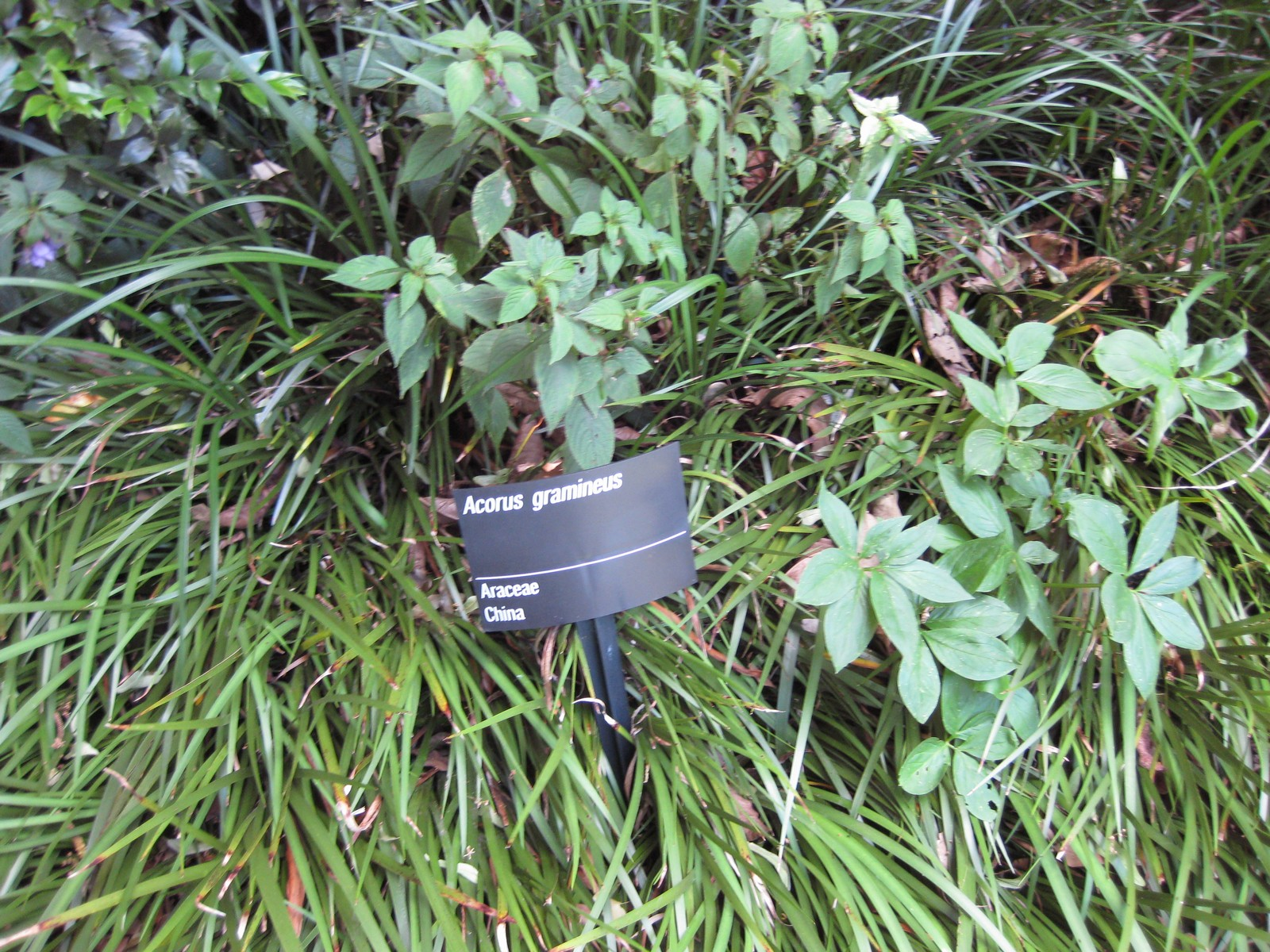